# Winston Garland
Winston Kinnard Garland, född 19 december 1964 i Gary i Indiana, är en amerikansk före detta professionell basketspelare (PG) som tillbringade sju säsonger (1987–1993 och 1994–1995) i den nordamerikanska basketligan National Basketball Association (NBA), där han spelade för Golden State Warriors, Los Angeles Clippers, Denver Nuggets, Houston Rockets och Minnesota Timberwolves.
Under sin karriär gjorde han 4 799 poäng (9,4 poäng per match), 2 421 assists samt 1 433 rebounds, räddningar från att bollen ska hamna i nätkorgen, på 511 grundspelsmatcher.
Garland draftades av Milwaukee Bucks i andra rundan i 1987 års draft som 40:e spelare totalt.
Innan han blev proffs, studerade Garland vid Missouri State University och spelade för Missouri State Bears.
Han är far till Darius Garland.